# Piotr Bednarski
Piotr Bednarski (* 12. Juli 1938 in Oryszkowce, Podolien) ist ein polnischer Schriftsteller.

## Leben
Nach dem Beginn des Zweiten Weltkrieges wurde er mit seiner Familie in die Sowjetunion deportiert. Nach dem Krieg siedelte er mit seiner Familie 1946 nach Nowa Jabłona (Gmina Niegosławice) um und besuchte dort die Grundschule. Anschließend ging er auf das Gymnasium in Głogów. Nach seiner Schulbildung absolvierte er von 1960 bis 1962 den Wehrdienst und ließ sich in Kołobrzeg nieder. In dieser Zeit übte er unterschiedliche Berufe aus, so arbeitete er als Beamter, Landarbeiter, Holzfäller und Fischer. Der Dichtergruppe Reda in Kołobrzeg gehörte er ab 1968 an. Als Schriftsteller debütierte er 1968 mit der Erzählung Odkrycie Kolumba, die in der Monatszeitschrift Litery erschien. Seine Schauspielerporträts wurden 1973 ausgestellt. Mit der Zeitung Głos Pomorza arbeitete er von 1976 bis 1981 zusammen. In den Verein der Polnischen Literaten wurde er 1976 aufgenommen. Hauptberuflich arbeitete er von 1976 bis 1999 als Seemann für Polska Żegluga Bałtycka.

## Werke

### Lyrik
- Arka przymierza, 1972
- Pieśni żeglarzy, 1978
- Z głębokości serca, 1991
- Twarzą w twarz, 1993
- Dwa płomienie, 1994
- Popiół, 1999
- Przylot żurawi, 2003
- Spojrzenie przez ramię, 2004

### Prosa
- Krople soli, 1976
- Czarcie nasienie, 1978
- Morze u wezgłowia, 1981
- Lancelot, 1986
- Parsifal, 1989
- Czarownica Nilat, 1991
- Błękitne śniegi, 1996
  - Blauer Schnee, übersetzt von Joanna Manc, 2006
- Marny czas, 1998
- Górny kraj słońca, 2003